# Sinanpaşa
Sinanpaşa est une ville et un district de la province d'Afyonkarahisar dans la région égéenne en Turquie.